# Saitis relucens
Saitis relucens là một loài nhện trong họ Salticidae.
Loài này thuộc chi Saitis. Saitis relucens được Tord Tamerlan Teodor Thorell miêu tả năm 1877.